# M-100 (foguete)

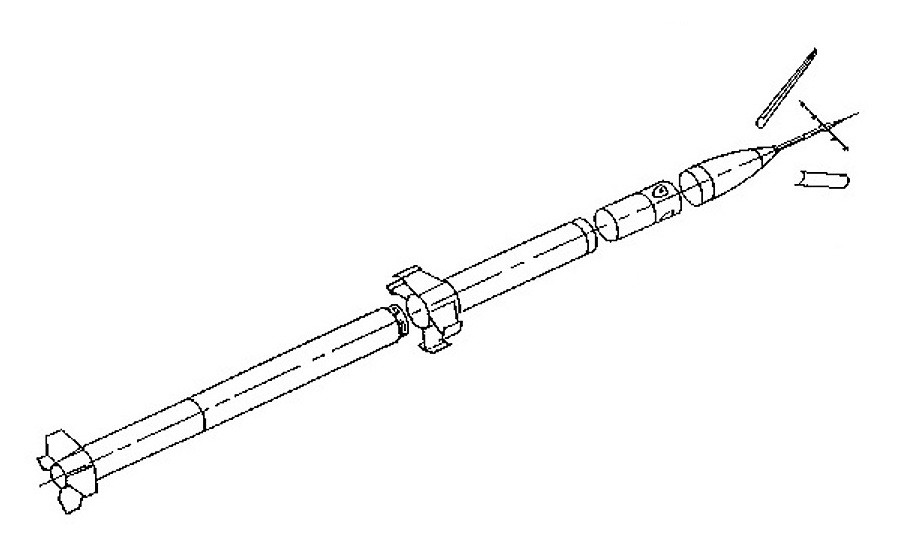
O esquema de um foguete M-100.

M-100, é um foguete de sondagem de origem soviética. Mais de 6.600 desses foguetes foram fabricados entre
1953 e 1990 quando a União Soviética começou a se dissolver, e mais de 5.800 foram lançados, não só da antiga União Soviética, como também de outras partes do Mundo, 
como: Ilhas Kerguelen parte das Terras Austrais e Antárticas Francesas, Koroni na Grécia e Akita no Japão.

## Características
O M-100, era um foguete de dois estágios, movido a combustível sólido, com as seguintes características:
- Altura: 8,34 m
- Diâmetro: 25 cm
- Massa total: 745 kg
- Carga útil: 15 kg
- Apogeu: 90 km
- Estreia: 11 de julho de 1957
- Último: 1 de dezembro de 1986
- Lançamentos: 5.880